# オレンジア (小惑星)
オレンジア (1195 Orangia) は小惑星帯に位置する小惑星である。南アフリカのヨハネスブルグでシリル・ジャクソンによって発見された。
南アフリカにあったオレンジ自由州（現フリーステイト州）に因んで命名された。